# پپوف (دهانه)
پپوف یک دهانه برخوردی در ماه است.

## دهانه‌های اقماری
این دهانه ۲ دهانه اقماری دارد.
| Popov | عرض جغرافیایی | طول جغرافیایی | قطر          |
| ----- | ------------- | ------------- | ------------ |
| D     | ۱۷٫۸° N       | ۱۰۲٫۶° E      | ۱۵٫۰ کیلومتر |
| W     | ۱۹٫۱° N       | ۹۷٫۸° E       | ۲۵٫۰ کیلومتر |